# Camptoscaphiella paquini
Espèce
Camptoscaphiella paquini est une espèce d'araignées aranéomorphes de la famille des Oonopidae.

## Distribution
Cette espèce est endémique du Yunnan en Chine. Elle se rencontre entre 3 000 et 3 585 m d'altitude dans les Gaoligongshan.

## Description
Le mâle holotype mesure 2,00 mm et la femelle 2,32 mm.

## Étymologie
Cette espèce est nommée en l'honneur de Pierre Paquin.

## Publication originale
- Baehr & Ubick, 2010 : A review of the Asian goblin spider genus Camptoscaphiella (Araneae, Oonopidae). American Museum novitates, no 3697, p. 1-65 (texte intégral).